# Phlebogaster sinensis
Phlebogaster sinensis är en svampart som beskrevs av B. Liu & K. Tao 1989. Phlebogaster sinensis ingår i släktet Phlebogaster och familjen Claustulaceae.   Inga underarter finns listade i Catalogue of Life.